# Lista nagród i nominacji serialu American Horror Story
Lista nagród i nominacji serialu American Horror Story – zestawienie nagród i nominacji otrzymanych przez amerykański serial telewizyjny American Horror Story, emitowany od 2011 roku przez stację FX. Jest on realizowany w formie antologii, co oznacza, że każdy sezon stanowi odrębny miniserial, niepowiązany bezpośrednio z pozostałymi. Lista obejmuje 303 nominacji, z czego 73 zmieniło się w nagrody.
Serial został nagrodzony między innymi szesnastoma Emmy, dwoma Złotymi Globami, Nagrodą Gildii Aktorów Ekranowych, czterema Critics’ Choice Television Awards, Nagrodą Brama Stokera i trzema Satelitami. Spośród siedmiu dotychczasowych sezonów cztery zostały nominowane do Emmy dla najlepszego miniserialu, a trzy do analogicznych Złotych Globów (dla najlepszego serialu dramatycznego lub miniserialu). Najczęściej nagradzanym sezonem jest czwarty, American Horror Story: Freak Show (17), zaś najczęściej nominowanym Freak Show i drugi, American Horror Story: Asylum (po 56). Spośród członków obsady najwięcej nagród (9), jak i nominacji (29) otrzymała występująca w czterech pierwszych seriach Jessica Lange, laureatka między innymi dwóch Emmy, Złotego Globa i Nagrody Gildii Aktorów Ekranowych. Emmy za role drugoplanowe zdobyli także James Cromwell i Kathy Bates, zaś Lady Gaga otrzymała Złoty Glob za rolę pierwszoplanową.

## Statystyki

### Sezony
| Nr      | Tytuł                               | Nominacje | Nagrody |
| ------- | ----------------------------------- | --------- | ------- |
| 1       | American Horror Story: Murder House | 42        | 10      |
| 2       | American Horror Story: Asylum       | 56        | 16      |
| 3       | American Horror Story: Sabat        | 52        | 9       |
| 4       | American Horror Story: Freak Show   | 56        | 17      |
| 5       | American Horror Story: Hotel        | 47        | 12      |
| 6       | American Horror Story: Roanoke      | 26        | 6       |
| 7       | American Horror Story: Kult         | 24        | 3       |
| W sumie | W sumie                             | 295       | 73      |

### Aktorzy
| Aktor               | Nominacje | Nagrody |
| ------------------- | --------- | ------- |
| Jessica Lange       | 29        | 9       |
| Sarah Paulson       | 14        | 4       |
| Kathy Bates         | 9         | 1       |
| Angela Bassett      | 9         | 0       |
| Lady Gaga           | 6         | 2       |
| Evan Peters         | 4         | 0       |
| Frances Conroy      | 3         | 0       |
| Adina Porter        | 3         | 0       |
| Zachary Quinto      | 3         | 1       |
| Denis O’Hare        | 3         | 0       |
| Finn Wittrock       | 3         | 0       |
| Wes Bentley         | 2         | 0       |
| James Cromwell      | 2         | 1       |
| Connie Britton      | 1         | 0       |
| Dalton E. Gray      | 1         | 0       |
| Neil Patrick Harris | 1         | 0       |
| Danny Huston        | 1         | 0       |
| Leslie Jordan       | 1         | 0       |
| Dylan McDermott     | 1         | 0       |
| Toby Nichols        | 1         | 0       |
| Lily Rabe           | 1         | 0       |
| Gabourey Sidibe     | 1         | 0       |

## Amerykańska Gildia Aktorów Ekranowych
Amerykańska Gildia Aktorów Ekranowych to związek zawodowy zrzeszający amerykańskich aktorów i wręczający Nagrody Gildii Aktorów Ekranowych. Serial otrzymał jedną nagrodę spośród trzech nominacji.
| Rok  | Kategoria                                       | Nominacja     | Rezultat  |       |
| ---- | ----------------------------------------------- | ------------- | --------- | ----- |
| 2012 | Najlepszy występ aktorki w serialu dramatycznym | Jessica Lange | Wygrana   | [ 1 ] |
| 2013 | Najlepszy występ aktorki w serialu dramatycznym | Jessica Lange | Nominacja | [ 2 ] |
| 2014 | Najlepszy występ aktorki w serialu dramatycznym | Jessica Lange | Nominacja | [ 3 ] |

## Amerykańska Gildia Kostiumografów
Amerykańska Gildia Kostiumografów to związek zawodowy zrzeszający amerykańskich kostiumografów. Serial otrzymał cztery jego nagrody spośród pięciu nominacji.
| Rok  | Kategoria                                                | Nominacja                                                   | Rezultat  |       |
| ---- | -------------------------------------------------------- | ----------------------------------------------------------- | --------- | ----- |
| 2013 | Najlepsze kostiumy w filmie telewizyjnym lub miniserialu | Lou Eyrich (za American Horror Story: Asylum)               | Wygrana   | [ 4 ] |
| 2014 | Najlepsze kostiumy w filmie telewizyjnym lub miniserialu | Lou Eyrich (za American Horror Story: Sabat)                | Nominacja | [ 5 ] |
| 2015 | Najlepsze kostiumy w filmie telewizyjnym lub miniserialu | Lou Eyrich (za American Horror Story: Freak Show)           | Wygrana   | [ 6 ] |
| 2016 | Najlepsze kostiumy w serialu współczesnym                | Lou Eyrich (za American Horror Story: Hotel)                | Wygrana   | [ 7 ] |
| 2017 | Najlepsze kostiumy w serialu współczesnym                | Lou Eyrich, Helen Huang (za American Horror Story: Roanoke) | Wygrana   | [ 8 ] |
| 2018 | Najlepsze kostiumy w serialu współczesnym                | Sarah Evelyn Bram (za American Horror Story: Kult)          | Nominacja | [ 9 ] |

## Amerykańska Gildia Producentów Filmowych
Amerykańska Gildia Producentów Filmowych to związek zawodowy zrzeszający amerykańskich producentów filmowych. Serial otrzymał cztery jego nominacje.
| Rok  | Kategoria                                                   | Nominacja | Rezultat  |        |
| ---- | ----------------------------------------------------------- | --- | --------- | ------ |
| 2013 | Najlepsza produkcja pełnometrażowego programu telewizyjnego | Brad Buecker, Dante Di Loreto, Brad Falchuk, Ryan Murphy, Chip Vucelich i Alexis Martin Woodall (za American Horror Story: Murder House)                                                 | Nominacja | [ 10 ] |
| 2014 | Najlepsza produkcja pełnometrażowego programu telewizyjnego | Brad Buecker, Dante Di Loreto, Brad Falchuk, Ryan Murphy, Chip Vucelich i Alexis Martin Woodall (za American Horror Story: Asylum)                                                       | Nominacja | [ 11 ] |
| 2015 | Najlepsza produkcja pełnometrażowego programu telewizyjnego | Brad Buecker, Dante Di Loreto, Brad Falchuk, Joseph Incaprera, Alexis Martin Woodall, Tim Minear, Ryan Murphy, Jennifer Salt i James Wong (za American Horror Story: Sabat i Freak Show) | Nominacja | [ 12 ] |
| 2016 | Najlepsza produkcja pełnometrażowego programu telewizyjnego | Brad Falchuk, Ryan Murphy, Brad Buecker, Tim Minear, Jennifer Salt, James Wong, Alexis Martin Woodall i Robert M. Williams Jr. (za American Horror Story: Hotel)                         | Nominacja | [ 13 ] |

## Amerykańska Gildia Reżyserów Filmowych
Amerykańska Gildia Reżyserów Filmowych to związek zawodowy zrzeszający amerykańskich reżyserów. Serial otrzymał jedną jego nominację.
| Rok  | Kategoria                                                 | Nominacja                             | Rezultat  |        |
| ---- | --------------------------------------------------------- | ------------------------------------- | --------- | ------ |
| 2013 | Najlepsza reżyseria w filmie telewizyjnym lub miniserialu | Michael Rymer (za „Mrocznego kuzyna”) | Nominacja | [ 14 ] |

## Amerykańska Gildia Scenarzystów
Amerykańska Gildia Scenarzystów to związek zawodowy zrzeszający amerykańskich scenarzystów. Serial otrzymał dwie nominacje.
| Rok  | Kategoria                                 | Nominacja | Rezultat  |        |
| ---- | ----------------------------------------- | --- | --------- | ------ |
| 2016 | Najlepsza oryginalna forma długometrażowa | Brad Falchuk, John J. Gray, Todd Kubrak, Crystal Liu, Ned Martel, Tim Minear, Ryan Murphy, Jennifer Salt i James Wong (za American Horror Story: Hotel) | Nominacja | [ 15 ] |
| 2018 | Najlepsza oryginalna forma długometrażowa | Brad Falchuk, John J. Gray, Joshua Green, Todd Kubrak, Crystal Liu, Tim Minear, Ryan Murphy, Adam Penn i James Wong (za American Horror Story: Kult)    | Nominacja | [ 16 ] |

## Amerykańska Gildia Scenografów
Amerykańska Gildia Scenografów to związek zawodowy zrzeszający amerykańskich scenografów. Serial otrzymał trzy jego nagrody spośród ośmiu nominacji.
| Rok  | Kategoria                                                    | Nominacja                                                        | Rezultat  |        |
| ---- | ------------------------------------------------------------ | ---------------------------------------------------------------- | --------- | ------ |
| 2012 | Godzinnym odcinek serialu, kręcony przy użyciu jednej kamery | Mark Worthington (za „Morderczy dom”)                            | Nominacja | [ 17 ] |
| 2013 | Film telewizyjny lub miniserial                              | Mark Worthington (za „Jestem Anne Frank (część 2)”)              | Wygrana   | [ 18 ] |
| 2014 | Film telewizyjny lub miniserial                              | Mark Worthington (za „Wredność”)                                 | Nominacja | [ 19 ] |
| 2015 | Film telewizyjny lub miniserial                              | Mark Worthington (za „Masakry i popołudniowe seanse”)            | Wygrana   | [ 20 ] |
| 2016 | Film telewizyjny lub miniserial                              | Mark Worthington (za „Zameldowanie”)                             | Wygrana   | [ 21 ] |
| 2016 | Krótki metraż: serial internetowy, teledysk lub reklama      | Zach Mathews (za „Hallways”)                                     | Nominacja | [ 21 ] |
| 2017 | Film telewizyjny lub miniserial                              | Andrew Murdock (za „Rozdział 5”)                                 | Nominacja | [ 22 ] |
| 2018 | Film telewizyjny lub miniserial                              | Jeffrey Mossa (za „Noc wyborów” i „Zimę naszego niezadowolenia”) | Nominacja | [ 23 ] |

## Amerykańskie Stowarzyszenie Montażystów
Amerykańskie Stowarzyszenie Montażystów to organizacja zrzeszająca amerykańskich montażystów filmowych. Serial otrzymał jedną jego nominację.
| Rok  | Kategoria                                            | Nominacja                        | Rezultat  |        |
| ---- | ---------------------------------------------------- | -------------------------------- | --------- | ------ |
| 2013 | Najlepszy montaż miniserialu lub filmu telewizyjnego | Stewart Schill (za „Wyliczankę”) | Nominacja | [ 24 ] |

## Amerykańskie Stowarzyszenie Operatorów Filmowych
Amerykańskie Stowarzyszenie Operatorów Filmowych to organizacja zrzeszająca amerykańskich operatorów filmowych. Serial otrzymał jedną jego nominację.
| Rok  | Kategoria                                                | Nominacja                                      | Rezultat  |        |
| ---- | -------------------------------------------------------- | ---------------------------------------------- | --------- | ------ |
| 2013 | Najlepsze zdjęcia do filmu telewizyjnego lub miniserialu | Michael Goi (za „Jestem Anne Frank (część 2)”) | Nominacja | [ 25 ] |

## Amerykański Instytut Filmowy
Amerykański Instytut Filmowy to amerykańska organizacja non-profit, ogłaszająca rankingi dziesięciu najlepszych filmów i dziesięciu najlepszych programów telewizyjnych minionego roku. Serial znalazł się na jednej z jego list.
| Rok  | Kategoria                           | Nominacja                     | Rezultat |        |
| ---- | ----------------------------------- | ----------------------------- | -------- | ------ |
| 2012 | Najlepsze programy telewizyjne roku | American Horror Story: Asylum | Wygrana  | [ 26 ] |

## Amerykański Samorząd Zawodowy Reżyserów Castingu
Amerykański Samorząd Zawodowy Reżyserów Castingu to samorząd zawodowy, zrzeszający amerykańskich reżyserów castingu. Serial otrzymał cztery jego nominacje.
| Rok  | Kategoria                       | Nominacja | Rezultat  |        |
| ---- | ------------------------------- | --- | --------- | ------ |
| 2012 | Film telewizyjny lub miniserial | Robert J. Ulrich, Eric Dawson, Carol Kritzer i Eric Souliere (za American Horror Story: Murder House)               | Nominacja | [ 27 ] |
| 2013 | Film telewizyjny lub miniserial | Robert J. Ulrich, Eric Dawson, Carol Kritzer i Eric Souliere (za American Horror Story: Asylum)                     | Nominacja | [ 28 ] |
| 2015 | Film telewizyjny lub miniserial | Robert J. Ulrich, Eric Dawson, Carol Kritzer, Meagan Lewis i Eric Souliere (za American Horror Story: Sabat)        | Nominacja | [ 29 ] |
| 2016 | Film telewizyjny lub miniserial | Robert J. Ulrich, Eric Dawson, Carol Kritzer, Meagan Lewis i Becky Silverman (za American Horror Story: Freak Show) | Nominacja | [ 30 ] |

## BET Awards
BET Awards to amerykańskie nagrody wręczane osobom czarnoskórym przez stację telewizyjną BET. Serial otrzymał jedną nominację.
| Rok  | Kategoria         | Nominacja      | Rezultat  |        |
| ---- | ----------------- | -------------- | --------- | ------ |
| 2014 | Najlepsza aktorka | Angela Bassett | Nominacja | [ 31 ] |

## BMI Film & TV Awards
Broadcast Music, Inc. (w skrócie BMI) to amerykańska organizacja zbiorowego zarządzania prawami autorskimi lub prawami pokrewnymi na rynku utworów muzycznych. Serial otrzymał dwie jej nagrody.
| Rok  | Kategoria                   | Nominacja                                           | Rezultat |        |
| ---- | --------------------------- | --------------------------------------------------- | -------- | ------ |
| 2013 | Muzyka w telewizji kablowej | Charlie Clouser i César Dávila-Irizarry             | Wygrana  | [ 32 ] |
| 2015 | Muzyka w telewizji kablowej | Charlie Clouser, César Dávila-Irizarry i Mac Quayle | Wygrana  | [ 33 ] |

## Critics’ Choice Television Awards
Critics’ Choice Television Awards to nagrody telewizyjne, wręczane przez stowarzyszenie Broadcast Television Journalists Association, zrzeszające krytyków telewizyjnych. Serial otrzymał cztery nagrody spośród dziewiętnastu nominacji.
| Rok  | Kategoria                                               | Nominacja                           | Rezultat  |                      |
| ---- | ------------------------------------------------------- | ----------------------------------- | --------- | -------------------- |
| 2012 | Najlepszy film lub miniserial                           | American Horror Story: Murder House | Nominacja | [ 34 ]               |
| 2012 | Najlepsza aktorka w filmie lub miniserialu              | Jessica Lange                       | Nominacja | [ 34 ]               |
| 2013 | Najlepszy film lub miniserial                           | American Horror Story: Asylum       | Nominacja | [ 35 ] [ 36 ]        |
| 2013 | Najlepsza aktorka w filmie lub miniserialu              | Jessica Lange                       | Nominacja | [ 35 ] [ 36 ]        |
| 2013 | Najlepszy aktor drugoplanowy w filmie lub miniserialu   | Zachary Quinto                      | Wygrana   | [ 35 ] [ 36 ]        |
| 2013 | Najlepszy aktor drugoplanowy w filmie lub miniserialu   | James Cromwell                      | Nominacja | [ 35 ] [ 36 ]        |
| 2013 | Najlepsza aktorka drugoplanowa w filmie lub miniserialu | Sarah Paulson                       | Wygrana   | [ 35 ] [ 36 ]        |
| 2013 | Najlepsza aktorka drugoplanowa w filmie lub miniserialu | Lily Rabe                           | Nominacja | [ 35 ] [ 36 ]        |
| 2014 | Najlepszy film lub miniserial                           | American Horror Story: Sabat        | Nominacja | [ 37 ]               |
| 2014 | Najlepsza aktorka w filmie lub miniserialu              | Jessica Lange                       | Wygrana   | [ 37 ]               |
| 2014 | Najlepsza aktorka drugoplanowa w filmie lub miniserialu | Kathy Bates                         | Nominacja | [ 37 ]               |
| 2015 | Najbardziej ekscytujący serial                          | American Horror Story: Freak Show   | Nominacja | [ 38 ] [ 39 ] [ 40 ] |
| 2015 | Najlepsza aktorka w filmie lub miniserialu              | Jessica Lange                       | Nominacja | [ 38 ] [ 39 ] [ 40 ] |
| 2015 | Najlepszy aktor drugoplanowy w filmie lub miniserialu   | Finn Wittrock                       | Nominacja | [ 38 ] [ 39 ] [ 40 ] |
| 2015 | Najlepsza aktorka drugoplanowa w filmie lub miniserialu | Sarah Paulson                       | Wygrana   | [ 38 ] [ 39 ] [ 40 ] |
| 2016 | Najlepszy aktor w filmie lub miniserialu                | Wes Bentley                         | Nominacja | [ 41 ]               |
| 2016 | Najlepsza aktorka w filmie lub miniserialu              | Kathy Bates                         | Nominacja | [ 41 ]               |
| 2016 | Najlepsza aktorka drugoplanowa w filmie lub miniserialu | Sarah Paulson                       | Nominacja | [ 41 ]               |
| 2018 | Najlepszy aktor w filmie lub miniserialu                | Evan Peters                         | Nominacja | [ 42 ]               |

## Czarne Szpule
Czarne Szpule to nagrody kinowo-telewizyjne, wręczane przez Fundację na Rzecz Promocji Afroamerykanów w Filmie. Serial otrzymał trzy nominacje.
| Rok  | Kategoria                                                            | Nominacja                        | Rezultat  |        |
| ---- | -------------------------------------------------------------------- | -------------------------------- | --------- | ------ |
| 2016 | Najlepsza aktorka drugoplanowa w filmie telewizyjnym lub miniserialu | Angela Bassett                   | Nominacja | [ 43 ] |
| 2017 | Najlepsza aktorka drugoplanowa w filmie telewizyjnym lub miniserialu | Angela Bassett                   | Nominacja | [ 44 ] |
| 2017 | Najlepsza reżyseria w miniserialu lub filmie telewizyjnym            | Angela Bassett (za „Rozdział 6”) | Nominacja | [ 44 ] |

## Emmy
Emmy to nagrody telewizyjne, wręczane przez Amerykańską Akademię Telewizyjną. Uważane za jedne z czterech najważniejszych amerykańskich nagród, obok filmowych Oscarów, teatralnych Tony i muzycznych Grammy. Dzielą się na Primetime Emmy (wręczane za programy wieczorne) i Daytime Emmy (za programy dzienne). Spośród obu nich wyróżnia się nagrody główne, wręczane programom, aktorom, reżyserom i scenarzystom, a także Creative Arts Emmy, nagradzające inne formy telewizyjnej sztuki bądź twórców. Serial otrzymał 16 nagród Primetime Emmy spośród 89 nominacji.

### Primetime Emmy
| Rok  | Kategoria                                                                      | Nominacja                                  | Rezultat  |        |
| ---- | ------------------------------------------------------------------------------ | ------------------------------------------ | --------- | ------ |
| 2012 | Najlepszy miniserial lub film telewizyjny                                      | American Horror Story: Murder House        | Nominacja | [ 45 ] |
| 2012 | Najlepsza aktorka pierwszoplanowa w miniserialu lub filmie telewizyjnym        | Connie Britton                             | Nominacja | [ 45 ] |
| 2012 | Najlepszy aktor drugoplanowy w miniserialu lub filmie telewizyjnym             | Denis O’Hare                               | Nominacja | [ 45 ] |
| 2012 | Najlepsza aktorka drugoplanowa w miniserialu lub filmie telewizyjnym           | Jessica Lange                              | Wygrana   | [ 45 ] |
| 2012 | Najlepsza aktorka drugoplanowa w miniserialu lub filmie telewizyjnym           | Frances Conroy                             | Nominacja | [ 45 ] |
| 2013 | Najlepszy miniserial lub film telewizyjny                                      | American Horror Story: Asylum              | Nominacja | [ 46 ] |
| 2013 | Najlepsza aktorka pierwszoplanowa w miniserialu lub filmie telewizyjnym        | Jessica Lange                              | Nominacja | [ 46 ] |
| 2013 | Najlepszy aktor drugoplanowy w miniserialu lub filmie telewizyjnym             | James Cromwell                             | Wygrana   | [ 46 ] |
| 2013 | Najlepszy aktor drugoplanowy w miniserialu lub filmie telewizyjnym             | Zachary Quinto                             | Nominacja | [ 46 ] |
| 2013 | Najlepsza aktorka drugoplanowa w miniserialu lub filmie telewizyjnym           | Sarah Paulson                              | Nominacja | [ 46 ] |
| 2014 | Najlepszy miniserial                                                           | American Horror Story: Sabat               | Nominacja | [ 47 ] |
| 2014 | Najlepsza aktorka pierwszoplanowa w miniserialu lub filmie telewizyjnym        | Jessica Lange                              | Wygrana   | [ 47 ] |
| 2014 | Najlepsza aktorka pierwszoplanowa w miniserialu lub filmie telewizyjnym        | Sarah Paulson                              | Nominacja | [ 47 ] |
| 2014 | Najlepsza aktorka drugoplanowa w miniserialu lub filmie telewizyjnym           | Frances Conroy                             | Nominacja | [ 47 ] |
| 2014 | Najlepsza aktorka drugoplanowa w miniserialu lub filmie telewizyjnym           | Kathy Bates                                | Wygrana   | [ 47 ] |
| 2014 | Najlepsza aktorka drugoplanowa w miniserialu lub filmie telewizyjnym           | Angela Bassett                             | Nominacja | [ 47 ] |
| 2014 | Najlepszy scenariusz miniserialu, filmu telewizyjnego lub programu specjalnego | Ryan Murphy i Brad Falchuk (za „Wredność”) | Nominacja | [ 47 ] |
| 2014 | Najlepsza reżyseria miniserialu, filmu telewizyjnego lub programu specjalnego  | Alfonso Gomez-Rejon (za „Wredność”)        | Nominacja | [ 47 ] |
| 2015 | Najlepszy miniserial                                                           | American Horror Story: Freak Show          | Nominacja | [ 48 ] |
| 2015 | Najlepsza aktorka pierwszoplanowa w miniserialu lub filmie telewizyjnym        | Jessica Lange                              | Nominacja | [ 48 ] |
| 2015 | Najlepszy aktor drugoplanowy w miniserialu lub filmie telewizyjnym             | Denis O’Hare                               | Nominacja | [ 48 ] |
| 2015 | Najlepszy aktor drugoplanowy w miniserialu lub filmie telewizyjnym             | Finn Wittrock                              | Nominacja | [ 48 ] |
| 2015 | Najlepsza aktorka drugoplanowa w miniserialu lub filmie telewizyjnym           | Sarah Paulson                              | Nominacja | [ 48 ] |
| 2015 | Najlepsza aktorka drugoplanowa w miniserialu lub filmie telewizyjnym           | Angela Bassett                             | Nominacja | [ 48 ] |
| 2015 | Najlepsza aktorka drugoplanowa w miniserialu lub filmie telewizyjnym           | Kathy Bates                                | Nominacja | [ 48 ] |
| 2015 | Najlepsza reżyseria miniserialu, filmu telewizyjnego lub programu specjalnego  | Ryan Murphy (za „Potwory są wśród nas”)    | Nominacja | [ 48 ] |
| 2016 | Najlepsza aktorka drugoplanowa w miniserialu lub filmie telewizyjnym           | Sarah Paulson                              | Nominacja | [ 49 ] |
| 2016 | Najlepsza aktorka drugoplanowa w miniserialu lub filmie telewizyjnym           | Kathy Bates                                | Nominacja | [ 49 ] |
| 2018 | Najlepsza aktorka pierwszoplanowa w miniserialu lub filmie telewizyjnym        | Sarah Paulson                              | Nominacja | [ 50 ] |
| 2018 | Najlepsza aktorka drugoplanowa w miniserialu lub filmie telewizyjnym           | Adina Porter                               | Nominacja | [ 50 ] |

### Primetime Creative Arts Emmy
| Rok  | Kategoria | Nominacja | Rezultat  |        |
| ---- | --- | --- | --------- | ------ |
| 2012 | Najlepsza charakteryzacja w miniserialu lub filmie telewizyjnym                                                     | Eryn Krueger Mekash, Kim Ayers, Silvina Knight i D. Garen Tolkin | Nominacja | [ 45 ] |
| 2012 | Najlepsza charakteryzacja sztuczna w serialu, miniserialu, filmie telewizyjnym lub programie specjalnym             | Eryn Krueger Mekash, Hiroshi Yada, Michael Mekash, Christopher Nelson, Kim Ayers, Christien Tinsley i Jason Hamer                                                               | Nominacja | [ 45 ] |
| 2012 | Najlepsza czołówka                                                                                                  | Kyle WJ Cooper, Juan Ruiz Anchia, Gabriel Diaz i Ryan Murphy | Nominacja | [ 45 ] |
| 2012 | Najlepszy dobór obsady miniserialu, filmu telewizyjnego lub programu specjalnego                                    | Robert Ulrich i Eric Dawson | Nominacja | [ 45 ] |
| 2012 | Najlepszy dźwięk w miniserialu lub filmie telewizyjnym                                                              | Sean Rush, Joe Earle i Doug Andham (za „Świnko, świnko”) | Nominacja | [ 45 ] |
| 2012 | Najlepsze fryzury w miniserialu lub filmie telewizyjnym                                                             | Monte C. Haught, Samantha Wade, Melanie Verkins, Natalie Driscoll i Michelle Ceglia                                                                                             | Wygrana   | [ 45 ] |
| 2012 | Najlepsza koordynacja kaskaderów                                                                                    | Tim Davison | Nominacja | [ 45 ] |
| 2012 | Najlepsze kostiumy w miniserialu, filmie telewizyjnym lub programie specjalnym                                      | Chrisi Karvonides i Conan Castro (za „Halloween (część 1)”) | Nominacja | [ 45 ] |
| 2012 | Najlepszy montaż dźwięku w miniserialu, filmie telewizyjnym lub programie specjalnym                                | Gary Megregian, David Klotz, Steve M. Stuhr, Jason Krane, Jason Lezama, Timothy Cleveland, Bruce Tanis, Simon Coke, Zane Bruce, Jeff Gunn i Lance Wiseman (za „Świnko, świnko”) | Nominacja | [ 45 ] |
| 2012 | Najlepszy montaż miniserialu lub filmu telewizyjnego kręconego przy użyciu jednej kamery                            | Fabienne Bouville (za „Narodziny”) | Nominacja | [ 45 ] |
| 2012 | Najlepsza scenografia w miniserialu lub filmie telewizyjnym                                                         | Mark Worthington, Edward L. Rubin i Ellen Brill (za „Dom otwarty”) | Nominacja | [ 45 ] |
| 2012 | Najlepsza scenografia w miniserialu lub filmie telewizyjnym                                                         | Beth Rubino, Charles M. Lagola i Ellen Brill (za „Przeprowadzkę”) | Nominacja | [ 45 ] |
| 2013 | Najlepsza charakteryzacja w miniserialu lub filmie telewizyjnym                                                     | Eryn Krueger Mekash, Kim Ayers, Silvina Knight i John Elliot | Nominacja | [ 46 ] |
| 2013 | Najlepsza charakteryzacja sztuczna w serialu, miniserialu, filmie telewizyjnym lub programie specjalnym             | Eryn Krueger Mekash, Mike Mekash, Hiroshi Yada, Christopher Nelson, Kim Ayers, Silvina Knight, Christien Tinsley i Jason Hamer                                                  | Nominacja | [ 46 ] |
| 2013 | Najlepsza czołówka                                                                                                  | Kyle WJ Cooper, Juan Ruiz Anchia, Kate Berry i Ryan Murphy | Nominacja | [ 46 ] |
| 2013 | Najlepszy dobór obsady miniserialu, filmu telewizyjnego lub programu specjalnego                                    | Robert Ulrich i Eric Dawson | Nominacja | [ 46 ] |
| 2013 | Najlepszy dźwięk w miniserialu lub filmie telewizyjnym                                                              | Sean Rush, Joe Earle i Doug Andham (za „Witajcie w Briarcliff”) | Nominacja | [ 46 ] |
| 2013 | Najlepsze fryzury w miniserialu lub filmie telewizyjnym                                                             | Monte C. Haught, Janis Clark, Stacey K. Black, Natalie Driscoll i Michelle Ceglia                                                                                               | Nominacja | [ 46 ] |
| 2013 | Najlepsze kostiumy w miniserialu, filmie telewizyjnym lub programie specjalnym                                      | Chrisi Karvonides i Conan Castro (za „Koniec szaleństwa”) | Nominacja | [ 46 ] |
| 2013 | Najlepszy montaż dźwięku w miniserialu, filmie telewizyjnym lub programie specjalnym                                | Gary Megregian, Steve M. Stuhr, Jason Krane, Christian Buenaventura, Timothy A. Cleveland, David Klotz, Andrew Dawson i Noel Vought (za „Witajcie w Briarcliff”)                | Wygrana   | [ 46 ] |
| 2013 | Najlepszy montaż miniserialu lub filmu telewizyjnego kręconego przy użyciu jednej kamery                            | Fabienne Bouville (za „Burzę”) | Nominacja | [ 46 ] |
| 2013 | Najlepsza scenografia w miniserialu lub filmie telewizyjnym                                                         | Mark Worthington, Andrew Murdock i Ellen Brill (za „Jestem Anne Frank (część 2)”)                                                                                               | Nominacja | [ 46 ] |
| 2013 | Najlepsza scenografia w miniserialu lub filmie telewizyjnym                                                         | Mark Worthington, Edward L. Rubin i Ellen Brill (za „Witajcie w Briarcliff”) | Nominacja | [ 46 ] |
| 2013 | Najlepsze zdjęcia w miniserialu lub filmie telewizyjnym                                                             | Michael Goi (za „Jestem Anne Frank (część 2)”) | Nominacja | [ 46 ] |
| 2014 | Najlepsza charakteryzacja w miniserialu lub filmie telewizyjnym                                                     | Eryn Krueger Mekash, Kim Ayers, Vicki Vacca, Mike Mekash, Christopher Nelson i Lucy O’Reilly                                                                                    | Nominacja | [ 47 ] |
| 2014 | Najlepsza charakteryzacja sztuczna w miniserialu lub filmie telewizyjnym                                            | Eryn Krueger Mekash, Mike Mekash, Christien Tinsley, Jason Hamer, Christopher Nelson, David L. Anderson, Cristina Patterson i Rob Freitas                                       | Nominacja | [ 47 ] |
| 2014 | Najlepszy dobór obsady miniserialu, filmu telewizyjnego lub programu specjalnego                                    | Robert Ulrich, Eric Dawson i Meagan Lewis | Nominacja | [ 47 ] |
| 2014 | Najlepszy dźwięk w miniserialu lub filmie telewizyjnym                                                              | Bruce Litecky, Joe Earle i Doug Andham (za „Straszne figle”) | Nominacja | [ 47 ] |
| 2014 | Najlepsze fryzury w miniserialu lub filmie telewizyjnym                                                             | Monte C. Haught, Michelle Ceglia, Yolanda Mercadel i Daina Daigle | Wygrana   | [ 47 ] |
| 2014 | Najlepsza kompozycja muzyczna w miniserialu, filmie telewizyjnym lub programie specjalnym                           | James S. Levine (za „Siedem cudów”) | Nominacja | [ 47 ] |
| 2014 | Najlepsze kostiumy w miniserialu, filmie telewizyjnym lub programie specjalnym                                      | Lou Eyrich, Elizabeth Macey i Ken Van Duyne (za „Wredność”) | Wygrana   | [ 47 ] |
| 2014 | Najlepszy montaż dźwięku w miniserialu, filmie telewizyjnym lub programie specjalnym                                | Gary Megregian, David Klotz, Timothy A. Cleveland, Paul Diller, Brian Thomas Nist, Steve M. Stuhr, Lance Wiseman i Noel Vought (za „Straszne figle”)                            | Nominacja | [ 47 ] |
| 2014 | Najlepsza scenografia w serialu kostiumowym, miniserialu lub filmie telewizyjnym kręconym przy użyciu jednej kamery | Mark Worthington, Andrew Murdock i Ellen Brill | Nominacja | [ 47 ] |
| 2015 | Najlepsza charakteryzacja naturalna w serialu, serialu limitowanym, filmie telewizyjnym lub programie specjalnym    | Eryn Krueger Mekash, Kim Ayers, Lucy O’Reilly, Michael Mekash, Christopher Nelson i Jillian Erickson                                                                            | Wygrana   | [ 48 ] |
| 2015 | Najlepsza charakteryzacja sztuczna w serialu, serialu limitowanym, filmie telewizyjnym lub programie specjalnym     | Eryn Krueger Mekash, Michael Mekash, David L. Anderson, Justin Raleigh, Christopher Nelson, Kim Ayers, Luis Garcia i James MacKinnon                                            | Wygrana   | [ 48 ] |
| 2015 | Najlepsza czołówka                                                                                                  | Ryan Murphy, Kyle Cooper, Lee Nelson i Nadia Tzou | Nominacja | [ 48 ] |
| 2015 | Najlepszy dobór obsady serialu limitowanego, filmu telewizyjnego lub programu specjalnego                           | Robert J. Ulrich, Eric Dawson i Meagan Lewis | Nominacja | [ 48 ] |
| 2015 | Najlepsze drugoplanowe efekty specjalne                                                                             | Jason Piccioni, Justin Ball, Jason Spratt, Tim Jacobsen, David Altenau, Tommy Tran, Mike Kirylo, Matt Lefferts i Donnie Dean (za „Edward Mordrake (część 2)”)                   | Wygrana   | [ 48 ] |
| 2015 | Najlepszy dźwięk w serialu limitowanym lub filmie telewizyjnym                                                      | Bruce Litecky, Joe Earle, Doug Andham i Evan Daum (za „Magiczne myślenie”) | Nominacja | [ 48 ] |
| 2015 | Najlepsze fryzury w serialu limitowanym lub filmie telewizyjnym                                                     | Monte C. Haught, Michelle Cegila, Daina Daigle, Amy Wood i Sherri B. Hamilton                                                                                                   | Wygrana   | [ 48 ] |
| 2015 | Najlepsza kompozycja muzyczna w serialu limitowanym, filmie telewizyjnym lub programie specjalnym                   | Mac Quayle (za „Sieroty”) | Nominacja | [ 48 ] |
| 2015 | Najlepsze kostiumy w serialu, serialu limitowanym lub filmie telewizyjnym kostiumowym albo fantasy                  | Lou Eyrich, Elizabeth Macey i Ken van Duyne (za „Potwory są wśród nas”) | Wygrana   | [ 48 ] |
| 2015 | Najlepszy montaż dźwięku w serialu limitowanym, filmie telewizyjnym lub programie specjalnym                        | Gary Megregian, Timothy A. Cleveland, Paul Diller, Steve M. Stuhr, Lance Wiseman, Jason Krane, John Green, David Klotz i Noel Vought (za „Koniec przedstawienia”)               | Nominacja | [ 48 ] |
| 2015 | Najlepsze zdjęcia w serialu limitowanym lub filmie telewizyjnym                                                     | Michael Goi (za „Potwory są wśród nas”) | Nominacja | [ 48 ] |
| 2016 | Najlepsza charakteryzacja naturalna w serialu, serialu limitowanym, filmie telewizyjnym lub programie specjalnym    | Eryn Krueger Mekash, Kim Ayers, Michael Mekash, Silvina Knight i Sarah Tanno | Wygrana   | [ 49 ] |
| 2016 | Najlepsza charakteryzacja sztuczna w serialu, serialu limitowanym, filmie telewizyjnym lub programie specjalnym     | Eryn Krueger Mekash, Mike Mekash, Bradley A. Palmer, Bart Mixon, James MacKinnon, Kevin Kirkpatrick, David Leroy Anderson i Glen Eisner                                         | Nominacja | [ 49 ] |
| 2016 | Najlepsze fryzury w serialu limitowanym lub filmie telewizyjnym                                                     | Monte C. Haught, Fredric Aspiras, Darlene Brumfield, Kelly Muldoon i Gina Bonacquisti                                                                                           | Nominacja | [ 49 ] |
| 2016 | Najlepsze kostiumy w serialu, serialu limitowanym lub filmie telewizyjnym                                           | Lou Eyrich, Helen Huang i Marisa Aboitiz (za „Zsypy drabiny”) | Wygrana   | [ 49 ] |
| 2016 | Najlepszy montaż dźwięku w serialu limitowanym, filmie telewizyjnym lub programie specjalnym                        | Gary Megregian, Steve M. Stuhr, Jason Krane, Timothy A. Cleveland, Paul Diller, David Klotz, Noel Vought i Ginger Geary (za „Zameldowanie”)                                     | Nominacja | [ 49 ] |
| 2016 | Najlepsza scenografia w fabularnym programie współczesnym lub fantasy (godzinnym lub dłuższym)                      | Mark Worthington, Denise Hudson i Ellen Brill | Nominacja | [ 49 ] |
| 2017 | Najlepsza charakteryzacja naturalna w serialu limitowanym lub filmie telewizyjnym                                   | Eryn Krueger Mekash, Kim Ayers, Mike Mekash, Silvina Knight, Carleigh Herbert i Luis Garcia                                                                                     | Nominacja | [ 51 ] |
| 2017 | Najlepsza charakteryzacja sztuczna w serialu limitowanym lub filmie telewizyjnym                                    | Eryn Krueger Mekash, Michael Mekash, David Leroy Anderson, James Mackinnon, Jason Hamer, Melanie Eichner, Cristina Himiob i Maiko Chiba                                         | Wygrana   | [ 51 ] |
| 2017 | Najlepsze fryzury w serialu limitowanym lub filmie telewizyjnym                                                     | Michelle Ceglia, Valerie Jackson i Jose Zamora | Nominacja | [ 51 ] |
| 2017 | Najlepszy montaż dźwięku w serialu limitowanym, filmie telewizyjnym lub programie specjalnym                        | Gary Megregian, Steve M. Stuhr, Jason Krane, Timothy A. Cleveland, Paul Diller, David Klotz i Noel Vought (za „Rozdział 1”)                                                     | Nominacja | [ 51 ] |
| 2018 | Najlepsza scenografia w fabularnym programie współczesnym lub fantasy (godzinnym lub dłuższym)                      | Jeff Mossa, Rachel Robb Kondrath i Claire Kaufman | Nominacja | [ 50 ] |
| 2018 | Najlepsze fryzury w miniserialu lub filmie telewizyjnym                                                             | Michelle Ceglia, Samantha Wade, Brittany Madrigal, Julie Rael, Valerie Jackson i Joanne Onorio                                                                                  | Nominacja | [ 50 ] |
| 2018 | Najlepsza charakteryzacja naturalna w serialu limitowanym lub filmie telewizyjnym                                   | Eryn Krueger Mekash, Kim Ayers, Michael Mekash, Silvina Knight i Carleigh Herbert                                                                                               | Nominacja | [ 50 ] |
| 2018 | Najlepsza charakteryzacja sztuczna w serialu limitowanym lub filmie telewizyjnym                                    | Eryn Krueger Mekash, Michael Mekash, Kim Ayers, Silvina Knight, Christopher Nelson, Carleigh Herbert, Glen Eisner i David Leroy Anderson                                        | Nominacja | [ 50 ] |
| 2018 | Najlepszy montaż dźwięku w serialu limitowanym, filmie telewizyjnym lub programie specjalnym                        | Gary Megregian, Naaman Haynes, Steve M. Stuhr, Timothy A. Cleveland, Paul Diller, Mitchell Lestner, Sam Munoz, David Klotz i Noel Vought (za „Znów wszystko w porządku”)        | Nominacja | [ 50 ] |

## Fangoria Chainsaw Awards
Fangoria Chainsaw Awards to nagrody filmowo-serialowe, wręczane przez magazyn „Fangoria” w dziedzinie horroru i dreszczowca. Serial otrzymał jedną nagrodę spośród ośmiu nominacji.
| Rok  | Kategoria                                  | Nominacja                                  | Rezultat  |        |
| ---- | ------------------------------------------ | ------------------------------------------ | --------- | ------ |
| 2015 | Najlepszy serial telewizyjny               | American Horror Story: Freak Show          | Nominacja | [ 52 ] |
| 2015 | Najlepsza aktorka telewizyjna              | Sarah Paulson                              | Wygrana   | [ 52 ] |
| 2015 | Najlepszy drugoplanowy aktor telewizyjny   | Finn Wittrock                              | Nominacja | [ 52 ] |
| 2016 | Najlepsza aktorka telewizyjna              | Lady Gaga                                  | Nominacja | [ 53 ] |
| 2016 | Najlepszy drugoplanowy aktor telewizyjny   | Evan Peters                                | Nominacja | [ 53 ] |
| 2016 | Najlepszy telewizyjny makijaż              | Eryn Krueger Mekash i David LeRoy Anderson | Nominacja | [ 53 ] |
| 2017 | Najlepsza drugoplanowa aktorka telewizyjna | Sarah Paulson                              | Nominacja | [ 54 ] |
| 2017 | Najlepsze telewizyjne efekty specjalne     | Eryn Krueger Mekash i David LeRoy Anderson | Nominacja | [ 54 ] |

## GLAAD Media Awards
GLAAD Media Awards to nagrody wręczane przez Gay & Lesbian Alliance Against Defamation osobom LGBT i pracom związanym z tym nurtem. Serial otrzymał jedną nagrodę spośród dwóch nominacji.
| Rok  | Kategoria                                 | Nominacja                     | Rezultat  |        |
| ---- | ----------------------------------------- | ----------------------------- | --------- | ------ |
| 2013 | Najlepszy film telewizyjny lub miniserial | American Horror Story: Asylum | Wygrana   | [ 55 ] |
| 2018 | Najlepszy film telewizyjny lub miniserial | American Horror Story: Kult   | Nominacja | [ 56 ] |

## Gildia Makijażystów i Fryzjerów
Gildia Makijażystów i Fryzjerów to związek zawodowy zrzeszający amerykańskich makijażystów i fryzjerów z przemysłu rozrywkowego. Serial otrzymał 14 jego nagród spośród 21 nominacji.
| Rok  | Kategoria                                                                     | Nominacja                                                | Rezultat  |        |
| ---- | ----------------------------------------------------------------------------- | -------------------------------------------------------- | --------- | ------ |
| 2014 | Najlepsza charakteryzacja w miniserialu lub filmie telewizyjnym kostiumowym   | Eryn Krueger Mekash i Christien Tinsley                  | Nominacja | [ 57 ] |
| 2014 | Najlepsze fryzury w miniserialu lub filmie telewizyjnym kostiumowym           | Monte C. Haught                                          | Nominacja | [ 57 ] |
| 2015 | Najlepsza charakteryzacja w miniserialu lub filmie telewizyjnym kostiumowym   | Eryn Krueger Mekash i Kim Ayers                          | Wygrana   | [ 58 ] |
| 2015 | Najlepsze fryzury w miniserialu lub filmie telewizyjnym kostiumowym           | Monte C. Haught i Michelle Ceglia                        | Wygrana   | [ 58 ] |
| 2015 | Najlepsze efekty makijażowe w miniserialu lub filmie telewizyjnym kostiumowym | Eryn Krueger Mekash, Michael Mekash i Christopher Nelson | Wygrana   | [ 58 ] |
| 2016 | Najlepsza charakteryzacja w miniserialu lub filmie telewizyjnym kostiumowym   | Eryn Krueger Mekash, Kim Ayers i Sarah Tanno             | Wygrana   | [ 59 ] |
| 2016 | Najlepsze fryzury w miniserialu lub filmie telewizyjnym kostiumowym           | Monte C Haught, Darlene Brumfield i Frederic Asperas     | Wygrana   | [ 59 ] |
| 2016 | Najlepsze efekty makijażowe w miniserialu lub filmie telewizyjnym kostiumowym | Eryn Krueger Mekash, Michael Mekash i David Anderson     | Wygrana   | [ 59 ] |
| 2016 | Najlepsza charakteryzacja w reklamie lub teledysku                            | Kerry Herta i Jason Collins                              | Wygrana   | [ 59 ] |
| 2016 | Najlepsze fryzury w reklamie lub teledysku                                    | Nicole Alkire i Marissa Smith                            | Wygrana   | [ 59 ] |
| 2017 | Najlepsze fryzury w miniserialu lub filmie telewizyjnym kostiumowym           | Michelle Ceglia i Valerie Jackson                        | Wygrana   | [ 60 ] |
| 2017 | Najlepsza charakteryzacja w miniserialu lub filmie telewizyjnym kostiumowym   | Eryn Krueger Mekash, Kim Ayers i Silvina Knight          | Nominacja | [ 60 ] |
| 2017 | Najlepsze fryzury w miniserialu lub filmie telewizyjnym kostiumowym           | Michelle Ceglia i Valerie Jackson                        | Nominacja | [ 60 ] |
| 2017 | Najlepsze efekty makijażowe w miniserialu lub filmie telewizyjnym             | Eryn Krueger Mekash, Michael Mekash i David Anderson     | Wygrana   | [ 60 ] |
| 2017 | Najlepsza charakteryzacja w reklamie lub teledysku                            | Kerry Herta, Jason Collins i Cristina Waltz              | Wygrana   | [ 60 ] |
| 2018 | Najlepsza charakteryzacja w miniserialu lub filmie telewizyjnym współczesnym  | Eryn Krueger Mekash, Kim Ayers i Silvina Knight          | Nominacja | [ 61 ] |
| 2018 | Najlepsze fryzury w miniserialu lub filmie telewizyjnym współczesnym          | Michelle Ceglia, Samantha Wade i Brittany Madrigal       | Nominacja | [ 61 ] |
| 2018 | Najlepsza charakteryzacja w miniserialu lub filmie telewizyjnym kostiumowym   | Michelle Ceglia, Samantha Wade i Julie Rael              | Nominacja | [ 61 ] |
| 2018 | Najlepsze efekty makijażowe w miniserialu lub filmie telewizyjnym             | Eryn Krueger Mekash, Michael Mekash i David Anderson     | Wygrana   | [ 61 ] |
| 2018 | Najlepsza charakteryzacja w reklamie lub teledysku                            | Kerry Herta, Jason Collins i Christina Waltz             | Wygrana   | [ 61 ] |
| 2018 | Najlepsze fryzury w reklamie lub teledysku                                    | Nicki Alkire, Fernando Navarro i Stephanie Rives         | Wygrana   | [ 61 ] |

## ICG Publicist Awards
ICG Publicist Awards to nagrody wręczane przez Międzynarodową Gildię Operatorów Filmowych w dziedzinie kampanii promocyjnych i reklam w przemyśle filmowo-telewizyjnym. Serial otrzymał jedną nagrodę.
| Rok  | Kategoria                                                     | Nominacja                                          | Rezultat |        |
| ---- | ------------------------------------------------------------- | -------------------------------------------------- | -------- | ------ |
| 2014 | Nagroda Maxwella Weinberga za kampanię programu telewizyjnego | Matthew Mitchell (za American Horror Story: Sabat) | Wygrana  | [ 62 ] |

## Kerrang! Awards
Kerrang! Awards to nagrody wręczane przez brytyjski magazyn muzyczny „Kerrang!”. Serial otrzymał jedną nominację.
| Rok  | Kategoria                    | Nominacja                           | Rezultat  |        |
| ---- | ---------------------------- | ----------------------------------- | --------- | ------ |
| 2012 | Najlepszy serial telewizyjny | American Horror Story: Murder House | Nominacja | [ 63 ] |

## Key Art Awards
Key Art Awards to nagrody wręczane przez magazyn „The Hollywood Reporter” w dziedzinie grafiki i innych materiałów promocyjnych dla filmów i seriali. Serial otrzymał siedem nagród spośród 27 nominacji.
| Rok  | Kategoria                                                                    | Nominacja                           | Rezultat |        |
| ---- | ---------------------------------------------------------------------------- | ----------------------------------- | -------- | ------ |
| 2012 | Cyfrowe: strona internetowa                                                  | You’re Going To Die In There        | Srebro   | [ 64 ] |
| 2012 | Technika drukarska: kampania mieszana                                        | American Horror Story: Murder House | Złoto    | [ 64 ] |
| 2013 | Technika drukarska: reklama jednostronna krajowa                             | American Horror Story: Asylum       | Srebro   | [ 64 ] |
| 2013 | Technika drukarska: reklama jednostronna krajowa                             | One Sheet                           | Złoto    | [ 64 ] |
| 2013 | Zintegrowana kampania promocyjna                                             | American Horror Story: Asylum       | Złoto    | [ 64 ] |
| 2013 | Zapowiedź empiryczna                                                         | Get Committed                       | Złoto    | [ 64 ] |
| 2014 | Technika drukarska: reklama jednostronna krajowa                             | American Horror Story: Sabat        | Srebro   | [ 64 ] |
| 2014 | Zapowiedź empiryczna                                                         | Initiate New Orleans                | Srebro   | [ 64 ] |
| 2014 | Audiowizualne: zwiastun                                                      | Initiation                          | Srebro   | [ 64 ] |
| 2015 | Telewizja/streaming: technika drukarska: reklama jednostronna krajowa        | American Horror Story: Freak Show   | Brąz     | [ 64 ] |
| 2015 | Telewizja/streaming: na świeżym powietrzu: billboard                         | American Horror Story: Freak Show   | Brąz     | [ 64 ] |
| 2015 | Telewizja/streaming: zapowiedź empiryczna: wydarzenie promocyjne             | American Horror Story: Freak Show   | Srebro   | [ 64 ] |
| 2015 | Telewizja/streaming: audiowizualne: zwiastun – do 30 sekund                  | American Horror Story: Freak Show   | Srebro   | [ 64 ] |
| 2015 | Telewizja/streaming: technika drukarska: reklama jednostronna krajowa        | American Horror Story: Freak Show   | Złoto    | [ 64 ] |
| 2015 | Telewizja/streaming: audiowizualne: zwiastun – 31–60 sekund                  | Voyeur                              | Złoto    | [ 64 ] |
| 2016 | Telewizja/streaming: na świeżym powietrzu: reklama na przystanku autobusowym | American Horror Story: Hotel        | Brąz     | [ 64 ] |
| 2016 | Telewizja/streaming: zintegrowana kampania promocyjna                        | American Horror Story: Hotel        | Srebro   | [ 64 ] |
| 2016 | Telewizja/streaming: zwiastun: serial dramatyczny                            | American Horror Story: Hotel        | Srebro   | [ 64 ] |
| 2016 | Telewizja/streaming: zwiastun: serial dramatyczny                            | Above & Below                       | Brąz     | [ 64 ] |
| 2016 | Telewizja/streaming: zwiastun: serial dramatyczny                            | Hallways                            | Brąz     | [ 64 ] |
| 2016 | Telewizja/streaming: technika drukarska: reklama jednostronna krajowa        | Pool                                | Brąz     | [ 64 ] |
| 2016 | Telewizja/streaming: na świeżym powietrzu: billboard                         | Domestic 14x48                      | Brąz     | [ 64 ] |
| 2017 | Telewizja/streaming: na świeżym powietrzu: billboard                         | American Horror Story: Roanoke      | Brąz     | [ 64 ] |
| 2017 | Telewizja/streaming: na świeżym powietrzu: billboard                         | Milk Bath                           | Srebro   | [ 64 ] |
| 2017 | Telewizja/streaming: kampania promocyjna wideo: horror                       | American Horror Story ?6            | Srebro   | [ 64 ] |
| 2017 | Telewizja/streaming: zintegrowana kampania promocyjna                        | American Horror Story ?6            | Złoto    | [ 64 ] |
| 2017 | Telewizja/streaming: technika drukarska: reklama jednostronna krajowa        | Beehive                             | Srebro   | [ 64 ] |

## MTV Fandom Awards
MTV Fandom Awards to nagrody fanowskie, wręczanie przez stację telewizyjną MTVU. Serial otrzymał jedną nominację.
| Rok  | Kategoria       | Nominacja                                         | Rezultat  |        |
| ---- | --------------- | ------------------------------------------------- | --------- | ------ |
| 2015 | Szaleństwo roku | Lady Gaga dołącza do American Horror Story: Hotel | Nominacja | [ 65 ] |

## MTV Movie & TV Awards
MTV Movie & TV Awards to nagrody filmowo-telewizyjne, wręczanie przez stację telewizyjną MTV. Serial otrzymał jedną nominację.
| Rok  | Kategoria                  | Nominacja                                       | Rezultat  |        |
| ---- | -------------------------- | ----------------------------------------------- | --------- | ------ |
| 2017 | Najlepszy czarny charakter | Wes Bentley (za American Horror Story: Roanoke) | Nominacja | [ 66 ] |

## NAACP Image Awards
NAACP Image Awards to nagrody wręczane osobom niebiałoskórym przez Krajowe Stowarzyszenie Postępu Ludzi Kolorowych. Serial otrzymał pięć nominacji.
| Rok  | Kategoria                                                                     | Nominacja                         | Rezultat  |        |
| ---- | ----------------------------------------------------------------------------- | --------------------------------- | --------- | ------ |
| 2014 | Najlepsza aktorka w filmie telewizyjnym, miniserialu lub programie specjalnym | Angela Bassett                    | Nominacja | [ 67 ] |
| 2014 | Najlepsza aktorka w filmie telewizyjnym, miniserialu lub programie specjalnym | Gabourey Sidibe                   | Nominacja | [ 67 ] |
| 2015 | Najlepszy film telewizyjny, miniserial lub program specjalny                  | American Horror Story: Freak Show | Nominacja | [ 68 ] |
| 2015 | Najlepsza aktorka w filmie telewizyjnym, miniserialu lub programie specjalnym | Angela Bassett                    | Nominacja | [ 68 ] |
| 2016 | Najlepsza aktorka w filmie telewizyjnym, miniserialu lub programie specjalnym | Angela Bassett                    | Nominacja | [ 69 ] |

## Nagrody Brama Stokera
Nagrody Brama Stokera to nagrody literackie, wręczane przez Horror Writers Association w dziedzinie horroru. Serial otrzymał jedną nominację spośród czterech nominacji.
| Rok  | Kategoria            | Nominacja                                            | Rezultat  |        |
| ---- | -------------------- | ---------------------------------------------------- | --------- | ------ |
| 2012 | Najlepszy scenariusz | Jessica Sharzer (za „Po narodzinach”)                | Wygrana   | [ 70 ] |
| 2013 | Najlepszy scenariusz | Tim Minear (za „Mrocznego kuzyna”)                   | Nominacja | [ 70 ] |
| 2014 | Najlepszy scenariusz | Brad Falchuk (za „Rozlane mleko”)                    | Nominacja | [ 70 ] |
| 2015 | Najlepszy scenariusz | James Wong (za „Magiczne przyjemności Stevie Nicks”) | Nominacja | [ 70 ] |

## Nagrody Doriana
Nagrody Doriana to nagrody filmowo-telewizyjne, wręczane przez Stowarzyszenie Krytyków LGBTQ. Serial otrzymał sześć nagród spośród piętnastu nominacji.
| Rok  | Kategoria                         | Nominacja                                   | Rezultat  |        |
| ---- | --------------------------------- | ------------------------------------------- | --------- | ------ |
| 2012 | Serial dramatyczny roku           | American Horror Story: Murder House         | Wygrana   | [ 71 ] |
| 2012 | Serial roku o tematyce LGBT       | American Horror Story: Murder House         | Nominacja | [ 71 ] |
| 2012 | Kampowy serial roku               | American Horror Story: Murder House         | Nominacja | [ 71 ] |
| 2012 | Telewizyjny występ roku           | Jessica Lange                               | Wygrana   | [ 71 ] |
| 2013 | Serial dramatyczny roku           | American Horror Story: Asylum               | Wygrana   | [ 71 ] |
| 2013 | Serial roku o tematyce LGBT       | American Horror Story: Asylum               | Nominacja | [ 71 ] |
| 2013 | Kampowy serial roku               | American Horror Story: Asylum               | Nominacja | [ 71 ] |
| 2013 | Telewizyjny występ roku – aktorka | Jessica Lange                               | Wygrana   | [ 71 ] |
| 2014 | Serial dramatyczny roku           | American Horror Story: Sabat                | Nominacja | [ 71 ] |
| 2014 | Kampowy serial roku               | American Horror Story: Sabat                | Wygrana   | [ 71 ] |
| 2014 | Telewizyjny występ roku – aktorka | Jessica Lange                               | Wygrana   | [ 71 ] |
| 2014 | Telewizyjny występ muzyczny roku  | Jessica Lange z obsadą (za „The Name Game”) | Nominacja | [ 71 ] |
| 2015 | Kampowy serial roku               | American Horror Story: Freak Show           | Nominacja | [ 71 ] |
| 2015 | Telewizyjny występ muzyczny roku  | Jessica Lange (za „Life on Mars?”)          | Nominacja | [ 71 ] |
| 2016 | Kampowy serial roku               | American Horror Story: Hotel                | Nominacja | [ 72 ] |

## NewNowNext Awards
NewNowNext Awards to nagrody wręczane przez celującą w społeczność LGBT stację telewizyjną Logo. Serial otrzymał jedną nominację.
| Rok  | Kategoria        | Nominacja     | Rezultat  |        |
| ---- | ---------------- | ------------- | --------- | ------ |
| 2012 | Bo jesteś gorący | Jessica Lange | Nominacja | [ 73 ] |

## People’s Choice Awards
People’s Choice Awards to nagrody wręczane przez Procter & Gamble na podstawie głosowania publicznego. Serial otrzymał jedną nagrodę spośród sześciu nominacji.
| Rok  | Kategoria                                                   | Nominacja                         | Rezultat  |        |
| ---- | ----------------------------------------------------------- | --------------------------------- | --------- | ------ |
| 2014 | Ulubiony film telewizyjny lub miniserial                    | American Horror Story: Sabat      | Wygrana   | [ 74 ] |
| 2015 | Ulubiony serial science fiction lub fantasy stacji kablowej | American Horror Story: Freak Show | Nominacja | [ 75 ] |
| 2015 | Ulubiona aktorka w serialu science fiction lub fantasy      | Jessica Lange                     | Nominacja | [ 75 ] |
| 2016 | Ulubiony serial science fiction lub fantasy stacji kablowej | American Horror Story: Hotel      | Nominacja | [ 76 ] |
| 2016 | Ulubiona aktorka w serialu science fiction lub fantasy      | Lady Gaga                         | Nominacja | [ 76 ] |
| 2017 | Ulubiony serial science fiction lub fantasy stacji kablowej | American Horror Story: Roanoke    | Nominacja | [ 77 ] |

## Poppy Awards
Poppy Awards to nagrody wręczane przez magazyn „Entertainment Weekly” programom i osobom pominiętym w nominacjach do nagród Emmy. Serial otrzymał dwie nagrody spośród trzech nominacji.
| Rok  | Kategoria                                                               | Nominacja                    | Rezultat  |        |
| ---- | ----------------------------------------------------------------------- | ---------------------------- | --------- | ------ |
| 2016 | Najlepszy miniserial lub film telewizyjny                               | American Horror Story: Hotel | Wygrana   | [ 78 ] |
| 2016 | Najlepsza aktorka pierwszoplanowa w miniserialu lub filmie telewizyjnym | Lady Gaga                    | Wygrana   | [ 78 ] |
| 2016 | Najlepszy aktor drugoplanowy w miniserialu lub filmie telewizyjnym      | Denis O’Hare                 | Nominacja | [ 78 ] |

## PRISM Awards
PRISM Awards to nagrody wręczane przez Entertainment Industries Council dziełom rozrywkowym przedstawiającym uzależnienia, nadużycia substancji i problemy w zakresie zdrowia psychicznego. Serial otrzymał jedną nagrodę.
| Rok  | Kategoria                                                             | Nominacja                                                                                         | Rezultat |        |
| ---- | --------------------------------------------------------------------- | ------------------------------------------------------------------------------------------------- | -------- | ------ |
| 2013 | Wieloodcinkowa historia o nadużyciu substancji w serialu dramatycznym | American Horror Story: Asylum (odcinki: „Burza”, „Jestem Anne Frank (część 2)” i „Mroczny kuzyn”) | Wygrana  | [ 79 ] |

## Satelity
Satelity to nagrody kinowo-telewizyjne, wręczane przez Międzynarodową Akademię Prasy. Serial otrzymał trzy nagrody spośród jedenastu nominacji.
| Rok  | Kategoria                                                                     | Nominacja                           | Rezultat  |        |
| ---- | ----------------------------------------------------------------------------- | ----------------------------------- | --------- | ------ |
| 2011 | Najlepszy serial gatunkowy                                                    | American Horror Story: Murder House | Wygrana   | [ 80 ] |
| 2011 | Specjalna nagroda za najlepszy występ w serialu telewizyjnym                  | Jessica Lange                       | Wygrana   | [ 80 ] |
| 2012 | Najlepszy serial gatunkowy                                                    | American Horror Story: Asylum       | Nominacja | [ 81 ] |
| 2012 | Najlepszy aktor drugoplanowy w serialu, miniserialu lub filmie telewizyjnym   | Evan Peters                         | Nominacja | [ 81 ] |
| 2013 | Najlepszy serial gatunkowy                                                    | American Horror Story: Sabat        | Nominacja | [ 82 ] |
| 2013 | Najlepsza aktorka w miniserialu lub filmie telewizyjnym                       | Jessica Lange                       | Nominacja | [ 82 ] |
| 2013 | Najlepsza aktorka drugoplanowa w serialu, miniserialu lub filmie telewizyjnym | Kathy Bates                         | Nominacja | [ 82 ] |
| 2014 | Najlepszy serial gatunkowy                                                    | American Horror Story: Freak Show   | Nominacja | [ 83 ] |
| 2014 | Najlepsza aktorka drugoplanowa w serialu, miniserialu lub filmie telewizyjnym | Sarah Paulson                       | Wygrana   | [ 83 ] |
| 2015 | Najlepszy serial gatunkowy                                                    | American Horror Story: Hotel        | Nominacja | [ 84 ] |
| 2015 | Najlepsza aktorka w serialu dramatycznym                                      | Lady Gaga                           | Nominacja | [ 84 ] |

## Saturny
Saturny to nagrody kinowo-telewizyjne, wręczane przez Akademię Science Fiction, Fantasy i Horroru filmom i serialom z gatunków: science fiction, fantasy i horror. Serial otrzymał 25 nominacji.
| Rok  | Kategoria                                             | Nominacja                           | Rezultat  |        |
| ---- | ----------------------------------------------------- | ----------------------------------- | --------- | ------ |
| 2012 | Najlepszy serial telewizji kablowej lub regionalnej   | American Horror Story: Murder House | Nominacja | [ 85 ] |
| 2012 | Najlepszy aktor telewizyjny                           | Dylan McDermott                     | Nominacja | [ 85 ] |
| 2012 | Najlepsza aktorka telewizyjna                         | Jessica Lange                       | Nominacja | [ 85 ] |
| 2012 | Najlepsza drugoplanowa aktorka telewizyjna            | Frances Conroy                      | Nominacja | [ 85 ] |
| 2012 | Najlepszy występ gościnny w telewizji                 | Zachary Quinto                      | Nominacja | [ 85 ] |
| 2013 | Najlepszy serial telewizji kablowej lub regionalnej   | American Horror Story: Asylum       | Nominacja | [ 86 ] |
| 2013 | Najlepsza aktorka telewizyjna                         | Sarah Paulson                       | Nominacja | [ 86 ] |
| 2013 | Najlepsza drugoplanowa aktorka telewizyjna            | Jessica Lange                       | Nominacja | [ 86 ] |
| 2014 | Najlepszy serial telewizji kablowej lub regionalnej   | American Horror Story: Sabat        | Nominacja | [ 87 ] |
| 2014 | Najlepsza aktorka telewizyjna                         | Jessica Lange                       | Nominacja | [ 87 ] |
| 2014 | Najlepsza drugoplanowa aktorka telewizyjna            | Kathy Bates                         | Nominacja | [ 87 ] |
| 2014 | Najlepszy występ gościnny w telewizji                 | Danny Huston                        | Nominacja | [ 87 ] |
| 2015 | Najlepszy serial telewizji kablowej lub regionalnej   | American Horror Story: Freak Show   | Nominacja | [ 88 ] |
| 2015 | Najlepsza aktorka telewizyjna                         | Jessica Lange                       | Nominacja | [ 88 ] |
| 2015 | Najlepszy występ gościnny w telewizji                 | Neil Patrick Harris                 | Nominacja | [ 88 ] |
| 2016 | Najlepszy serial telewizyjny – horror                 | American Horror Story: Hotel        | Nominacja | [ 89 ] |
| 2017 | Najlepszy serial telewizyjny – horror                 | American Horror Story: Roanoke      | Nominacja | [ 90 ] |
| 2017 | Najlepsza aktorka w serialu telewizyjnym              | Sarah Paulson                       | Nominacja | [ 90 ] |
| 2017 | Najlepsza drugoplanowa aktorka w serialu telewizyjnym | Kathy Bates                         | Nominacja | [ 90 ] |
| 2017 | Najlepsza drugoplanowa aktorka w serialu telewizyjnym | Adina Porter                        | Nominacja | [ 90 ] |
| 2017 | Najlepszy występ gościnny w serialu telewizyjnym      | Leslie Jordan                       | Nominacja | [ 90 ] |
| 2018 | Najlepszy serial telewizyjny – horror                 | American Horror Story: Kult         | Nominacja | [ 91 ] |
| 2018 | Najlepsza aktorka w serialu telewizyjnym              | Sarah Paulson                       | Nominacja | [ 91 ] |
| 2018 | Najlepszy drugoplanowy aktor w serialu telewizyjnym   | Evan Peters                         | Nominacja | [ 91 ] |
| 2018 | Najlepsza drugoplanowa aktorka w serialu telewizyjnym | Adina Porter                        | Nominacja | [ 91 ] |

## Stowarzyszenie Autorów Zdjęć Filmowych
Stowarzyszenie Autorów Zdjęć Filmowych to organizacja zrzeszająca amerykańskich operatorów kamery. Serial otrzymał jedną jego nominację.
| Rok  | Kategoria                             | Nominacja                                     | Rezultat  |        |
| ---- | ------------------------------------- | --------------------------------------------- | --------- | ------ |
| 2014 | Najlepszy telewizyjny operator kamery | James Reid (za American Horror Story: Asylum) | Nominacja | [ 92 ] |

## Stowarzyszenie Kinowego Dźwięku
Stowarzyszenie Kinowego Dźwięku to organizacja zrzeszająca amerykańskich montażystów dźwięku. Serial otrzymał pięć jego nominacji.
| Rok  | Kategoria                                                                 | Nominacja | Rezultat  |        |
| ---- | ------------------------------------------------------------------------- | --- | --------- | ------ |
| 2013 | Najlepsze osiągnięcie w montażu dźwięku – film telewizyjny lub miniserial | Sean Rush, Joe Earle, Doug Andham, James S. Levine, Judah Getz, Kyle Billingsley (za „Witajcie w Briarcliff”) | Nominacja | [ 93 ] |
| 2014 | Najlepsze osiągnięcie w montażu dźwięku – film telewizyjny lub miniserial | Bruce Litecky, Joe Earle, Doug Andham, James S. Levine, Judah Getz, Kyle Billingsley (za „Wymianę”)           | Nominacja | [ 94 ] |
| 2015 | Najlepsze osiągnięcie w montażu dźwięku – film telewizyjny lub miniserial | Bruce Litecky, Joe Earle, Doug Andham, Evan Daum, Kyle Billingsley (za „Potwory są wśród nas”)                | Nominacja | [ 95 ] |
| 2016 | Najlepsze osiągnięcie w montażu dźwięku – film telewizyjny lub miniserial | Brendan Beebe, Joe Earle, Vicki Lemar (za „Obsługę hotelową”)                                                 | Nominacja | [ 96 ] |
| 2016 | Najlepsze osiągnięcie w montażu dźwięku – film telewizyjny lub miniserial | Brendan Beebe, Joe Earle, Doug Andham, Judah Getz, John Guentner (za „Zameldowanie”)                          | Nominacja | [ 96 ] |

## Stowarzyszenie Krytyków Telewizyjnych
Stowarzyszenie Krytyków Telewizyjnych to organizacja zrzeszająca amerykańskich krytyków telewizyjnych. Serial otrzymał trzy jego nominacje.
| Rok  | Kategoria                                                            | Nominacja                     | Rezultat  |        |
| ---- | -------------------------------------------------------------------- | ----------------------------- | --------- | ------ |
| 2012 | Indywidualne osiągnięcie w dramacie                                  | Jessica Lange                 | Nominacja | [ 97 ] |
| 2013 | Najlepsze osiągnięcie w filmie, miniserialu lub programie specjalnym | American Horror Story: Asylum | Nominacja | [ 98 ] |
| 2014 | Najlepsze osiągnięcie w filmie, miniserialu lub programie specjalnym | American Horror Story: Sabat  | Nominacja | [ 99 ] |

## Stowarzyszenie Twórców Efektów Specjalnych
Stowarzyszenie Twórców Efektów Specjalnych to organizacja zrzeszająca amerykańskich twórców efektów specjalnych. Serial otrzymał jedną jego nagrodę spośród dwóch nominacji.
| Rok  | Kategoria                                                     | Nominacja                                                                                              | Rezultat  |         |
| ---- | ------------------------------------------------------------- | --- | --------- | ------- |
| 2014 | Najlepsze drugoplanowe efekty specjalne w programie aktorskim | Jason Piccioni, Jason Spratt, Mike Kirylo, Justin Bal i Eric Roberts (za „Edwarda Mordrake (część 2)”) | Wygrana   | [ 100 ] |
| 2014 | Najlepsza kompozycja w programie aktorskim                    | Tommy Tran, JV Pike, Rob Lutz, Matt Lefferts (za „Edwarda Mordrake (część 2)”)                         | Nominacja | [ 100 ] |

## Young Artist Awards
Young Artist Awards to nagrody wręczane przez Fundację Młodych Artystów wykonawcom w wieku do lat 21. Serial otrzymał dwie nominacje.
| Rok  | Kategoria                                           | Nominacja      | Rezultat  |         |
| ---- | --------------------------------------------------- | -------------- | --------- | ------- |
| 2014 | Najlepsza gościnna rola w serialu – od 11 do 13 lat | Toby Nichols   | Nominacja | [ 101 ] |
| 2015 | Najlepsza gościnna rola w serialu – od 15 do 21 lat | Dalton E. Gray | Nominacja | [ 102 ] |

## Złote Globy
Złote Globy to nagrody kinowo-telewizyjne, wręczane przez Hollywoodzkie Stowarzyszenie Prasy Zagranicznej. Serial otrzymał dwie nagrody spośród dziewięciu nominacji.
| Rok  | Kategoria                                                                     | Nominacja                           | Rezultat  |         |
| ---- | ----------------------------------------------------------------------------- | ----------------------------------- | --------- | ------- |
| 2012 | Najlepszy serial dramatyczny                                                  | American Horror Story: Murder House | Nominacja | [ 103 ] |
| 2012 | Najlepsza aktorka drugoplanowa w serialu, miniserialu lub filmie telewizyjnym | Jessica Lange                       | Wygrana   | [ 103 ] |
| 2013 | Najlepsza aktorka w miniserialu lub filmie telewizyjnym                       | Jessica Lange                       | Nominacja | [ 104 ] |
| 2014 | Najlepszy miniserial lub film telewizyjny                                     | American Horror Story: Sabat        | Nominacja | [ 105 ] |
| 2014 | Najlepsza aktorka w miniserialu lub filmie telewizyjnym                       | Jessica Lange                       | Nominacja | [ 105 ] |
| 2015 | Najlepsza aktorka w miniserialu lub filmie telewizyjnym                       | Jessica Lange                       | Nominacja | [ 106 ] |
| 2015 | Najlepsza aktorka drugoplanowa w serialu, miniserialu lub filmie telewizyjnym | Kathy Bates                         | Nominacja | [ 106 ] |
| 2016 | Najlepszy miniserial lub film telewizyjny                                     | American Horror Story: Hotel        | Nominacja | [ 107 ] |
| 2016 | Najlepsza aktorka w miniserialu lub filmie telewizyjnym                       | Lady Gaga                           | Wygrana   | [ 107 ] |

## Złote Szpule
Złote Szpule to nagrody kinowo-telewizyjne, wręczane przez Amerykańskie Stowarzyszenie Montażystów Dźwięku. Serial otrzymał jedną nagrodę spośród trzech nominacji.
| Rok  | Kategoria                                                                | Nominacja               | Rezultat  |         |
| ---- | ------------------------------------------------------------------------ | ----------------------- | --------- | ------- |
| 2013 | Najlepszy montaż dźwięku w odcinku serialu – efekty i imitacje dźwiękowe | „Witajcie w Briarcliff” | Wygrana   | [ 108 ] |
| 2014 | Najlepszy montaż dźwięku w odcinku serialu – dialogi i technika ADR      | „Wredność”              | Nominacja | [ 109 ] |
| 2017 | Najlepszy montaż dźwięku w odcinku serialu – efekty i imitacje dźwiękowe | „Rozdział 1”            | Nominacja | [ 110 ] |